# Tartak (przystanek kolejowy na Ukrainie)
Tartak (ukr. Тартак) – przystanek kolejowy w miejscowości Tartak, w rejonie żmeryńskim, w obwodzie winnickim, na Ukrainie. Położony jest na linii Odessa – Kijów.